# Kongens efterfølger
Kongens efterfølger er et dansk realityshow i otte afsnit, der sendes på TV 2 og TV 2 Play fra 26. juli 2025 med Tobias Dybvad som vært. Programmets idé er, at seks kendte danskere kappes om at tjene flest guldmønter via forskellige konkurrencer, der er inspireret af klassiske børnelege (ligesom programmets egen titel også er navnet på en børneleg). 
Tv-programmet er et selvstændigt dansk format, der er udviklet af produktionsselskabet Laud People.

## Idé
Udsendelserne finder sted på Rosenholm Slot på Djursland. Programmets idé er, at seks kendte danskere deltager i 32 konkurrencer, der tager udgangspunkt i klassiske børnelege. Det er eksempelvis ringridning med dårlige lanser, blindebuk med slottets smed og sækkeløb, hvor deltagerne kan tjene guldmønter. I hver episode afsluttes der med en duel mellem den siddende "konge" og den konkurrent, der har optjent flest guldmønter. Den, der vinder kongeduellen, tager plads på tronen den følgende tid, hvilket giver visse fordele som særlig forberedelsestid og mulighed for at tildele sine konkurrenter nogle ulemper. I det ottende afsnit udkæmpes den endelige finale, hvorefter vinderen (den person, der samlet har vundet flest guldmønter) står tilbage med titlen "den kongeste konge". Slagets gang styres af Tobias Dybvad som "hofmarskal".
Selve titlen på tv-programmet er også taget fra en klassisk børneleg, hvor en person udpeges som konge, og de øvrige deltagere derefter skal efterligne alle kongens bevægelser. Efter et stykke tid skifter kongetitlen til en anden deltager.

## Deltagere
- Eva Jin
- Mahamad Habane
- Ibi Støving
- Anders Grau
- Oliver Stanescu
- Puk Elgård

## Modtagelse
Tv-programmet fik fire stjerner ud af seks i Berlingskes anmeldelse. Anmelderen mente, at programmets casting var vellykket, men at dekorationerne virkede lovlig billige, og at tonen i showet var lovlig letbenet. Politiken gav programmet en meget negativ anmeldelse og skrev, at det var fornærmende dårligt og virkelig kedeligt.